# Referéndum constitucional de Bolivia de 2016

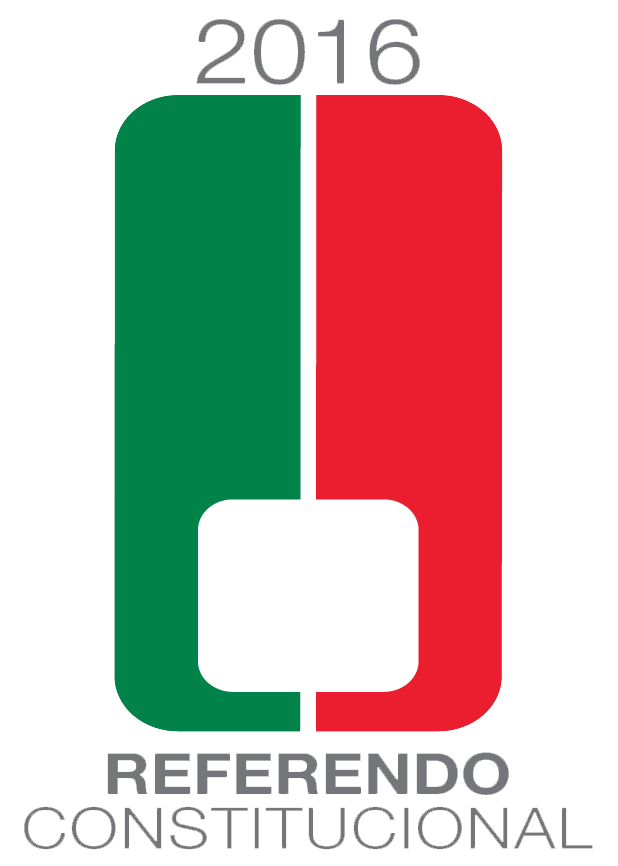
Emblema oficial del referéndum.

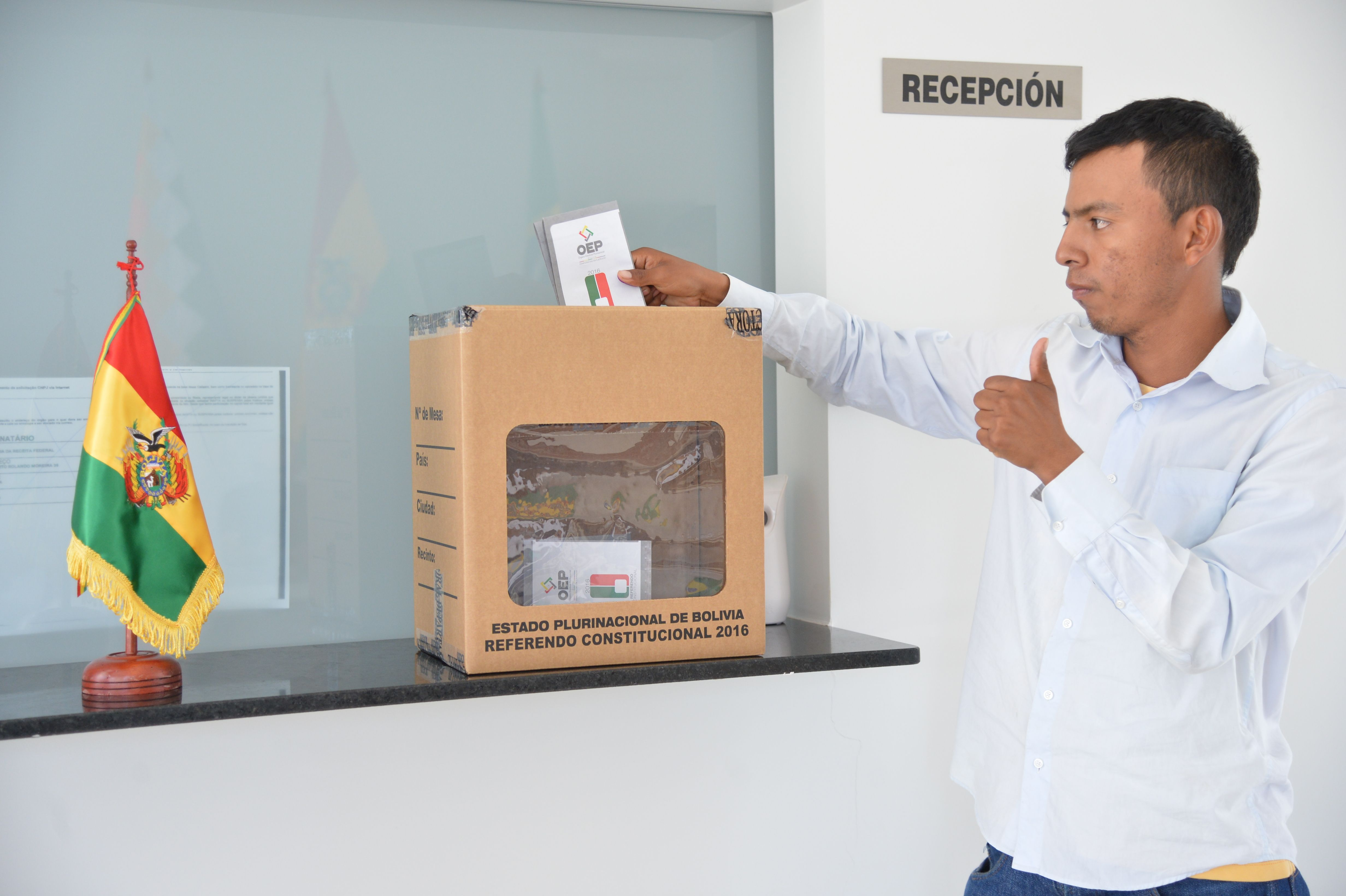
Ciudadano votando.

El referéndum constitucional de Bolivia de 2016 se realizó el domingo 21 de febrero de ese año. El objetivo de este referéndum fue la aprobación o rechazo del proyecto de modificación constitucional para permitir al presidente o vicepresidente del Estado Boliviano (que en ese entonces eran Evo Morales y Álvaro García) el postularse a ser reelectos a una elección. El "No" ganó con un total de 51,30% de los votos, mientras el "Sí" obtuvo el 48,70% de votos restantes.

La papeleta de votación presentó una pregunta para que los votantes puedan aprobar o rechazar al proyecto de reformar el artículo 168 de la Constitución Política del Estado:
"¿Usted está de acuerdo con la reforma del artículo 168 de la Constitución Política del Estado para que la presidenta o presidente y la vicepresidenta o vicepresidente del Estado puedan ser reelectas o reelectos dos veces de manera continua? - Por disposición transitoria de la Ley de Reforma Parcial a la Constitución Política del Estado, se considera como primera reelección el periodo 2015-2020 y la segunda reelección el 2020-2025".
Las únicas respuestas válidas eran el "Sí" o el "No", mientras que otras opciones fueron anular el voto o votar en blanco.

## Antecedentes
Antes del referendo el artículo 168 de la Constitución mantenía una restricción de hasta 2 mandatos permitiendo la reelección una sola vez.
El 26 de septiembre de 2015, la Asamblea aprobó la reforma del mandato presidencial con 112 votos a favor y 41 en contra. El 5 de noviembre de 2015 fue promulgada la ley Nº 757, Ley de convocatoria a referendo constitucional aprobatorio.

Artículo 168.
El periodo de mandato de la Presidenta o del Presidente y de la Vicepresidenta o del Vicepresidente del Estado es de cinco años, y pueden ser reelectas o reelectos por una sola vez de manera continua.
Constitución Política del Estado

## Campaña

### Campaña por el Sí
Los partidos políticos y organizaciones que se pronunciaron a favor del Sí son el Movimiento al Socialismo (MAS) y las organizaciones Pacto de Unidad y el Consejo Nacional por el Cambio (CONALCAM).
Entre los personajes que apoyaron la reelección se encontraban el presidente Evo Morales, y el alcalde de Santa Cruz de la Sierra, Percy Fernández.[cita requerida]

### Campaña por el No
Por otro lado, por el No estaban partidos políticos y agrupaciones ciudadanas.

#### Partidos políticos
- Movimiento Demócrata Social (MDS)
- Frente de Unidad Nacional (UN)
- Partido Obrero Revolucionario (POR)
- Soberanía y Libertad (SOL.BO)
- Frente Revolucionario de Izquierda (FRI)
- Movimiento Nacionalista Revolucionario (MNR)[13]
- Partido Demócrata Cristiano (PDC)[14]

#### Comités Cívicos
- Comité Cívico Potosinista (COMCIPO)
- Comité Cívico Pro Santa Cruz

#### Agrupaciones Ciudadanas
- Me Comprometo Bolivia
- Bolivia Dice No[15]
- Todos podemos ser Presidente[16]

Entre los personajes que rechazaban la reelección se encontraban el expresidente Carlos Mesa; el alcalde de La Paz, Luis Revilla; el gobernador de Santa Cruz, Rubén Costas; el gobernador de Tarija, Adrián Oliva; el alcalde de Cochabamba, José María Leyes; el gobernador de La Paz, Félix Patzi y la exministra Cecilia Chacón.

## Encuestas
| Empresa             | Fecha de publicación | Sí  | No  | Indecisos |
| ------------------- | -------------------- | --- | --- | --------- |
| IPSOS               | 26-oct-2015          | 49% | 39% | 11%       |
| Mercados y Muestras | 5-dic-2015           | 40% | 54% | 6%        |
| IPSOS               | 29-dic-2015          | 45% | 50% | 5%        |
| MORI                | 11-ene-2016          | 41% | 37% | 19%       |
| IPSOS               | 13-ene-2016          | 38% | 44% | 14%       |
| Captura Consulting  | 10-feb-2016          | 44% | 41% | 15%       |
| MORI                | 12-feb-2016          | 40% | 40% | 11%       |
| IPSOS               | 12-feb-2016          | 40% | 41% | 15%       |
| Mercados y Muestras | 14-feb-2016          | 28% | 47% | 25%       |

Nota:
- Ipsos trabajo para Illimani de Comunicaciones S.A. (ATB)
- Equipos Mori trabajo para Empresa de Comunicaciones del Oriente Ltda. (Unitel), Red Uno de Bolivia S.A. (Red Uno) y Empresa de Comunicación Social El Deber S.A. (El Deber)

## Observación electoral
La observación electoral por parte de la OEA fue dirigida por el expresidente de República Dominicana, Leonel Fernández. En el caso de la Organización de las Naciones Unidas estuvo conformado por una comisión de funcionarios de la Oacnudh. La Unión de Naciones Suramericana informó el envío de una misión conformada por Roberto Conde y Jaime José Bestard.

## Resultados
| Elección             | Votos     | %      |
| -------------------- | --------- | ------ |
| No                   | 2 682 517 | 51,3%  |
| Sí                   | 2 546 135 | 48,7%  |
| En blanco            | 68 845    | –      |
| Nulos                | 193 422   | –      |
| Total                | 5 490 919 | 84,45% |
| Votantes registrados | 6 502 069 |        |
| Fuente: OEP          |           |        |

### Resultados por departamento
| Departamento | Sí    | No    |
| ------------ | ----- | ----- |
| Chuquisaca   | 44,8% | 55,2% |
| La Paz       | 55,8% | 44,1% |
| Cochabamba   | 54,9% | 45,1% |
| Santa Cruz   | 39,6% | 60,4% |
| Tarija       | 39,9% | 60,1% |
| Potosí       | 46,8% | 53,2% |
| Oruro        | 52%   | 48%   |
| Beni         | 39,3% | 60,7% |
| Pando        | 46%   | 54%   |
| Fuente: OEP  |       |       |

### Resultados en el exterior
En el exterior se emitieron 81.081 votos de los cuales se contabilizaron 77.042 válidos, con 39.573 votos por el Sí y 37.469 por el No.
| País                          | Sí              | No              |
| ----------------------------- | --------------- | --------------- |
| Argentina                     | 82,21% (23.700) | 17,79% (5.128)  |
| Austria                       | 48,57% (17)     | 51,43% (18)     |
| Bélgica                       | 14,61% (13)     | 85,39% (76)     |
| Brasil                        | 76,08% (5.276)  | 23,92% (1.659)  |
| Canadá                        | 48,48% (16)     | 51,52% (17)     |
| Suiza                         | 17,87% (74)     | 82,13% (340)    |
| Chile                         | 49,78% (3.062)  | 50,22% (3.089)  |
| China                         | 47,37% (9)      | 52,63% (10)     |
| Colombia                      | 21,62% (24)     | 78,38% (87)     |
| Costa Rica                    | 13,21% (7)      | 86,79% (46)     |
| Cuba                          | 88,13% (193)    | 11,87% (26)     |
| Alemania                      | 33,33% (22)     | 66,67% (44)     |
| Dinamarca                     | 16,67% (4)      | 83,33% (20)     |
| Ecuador                       | 50% (42)        | 50% (42)        |
| Egipto                        | 50% (4)         | 50% (4)         |
| España                        | 20,33% (4.874)  | 79,67% (19.101) |
| Francia                       | 31,16% (67)     | 68,84% (148)    |
| Inglaterra                    | 22,59% (108)    | 77,41% (370)    |
| India                         | 66,67% (6)      | 33,33% (3)      |
| Irán                          | 100% (10)       | 0% (0)          |
| Italia                        | 20,8% (625)     | 79,2% (2.380)   |
| Japón                         | 16,95% (10)     | 83,05% (49)     |
| Corea del Sur                 | 47,37% (9)      | 52,63% (10)     |
| México                        | 19,08% (25)     | 80,92% (106)    |
| Holanda                       | 20,51% (8)      | 79,49% (31)     |
| Panamá                        | 18,68% (17)     | 81,32% (74)     |
| Perú                          | 34,65% (158)    | 65,35% (298)    |
| Paraguay                      | 48,77% (79)     | 51,23% (83)     |
| Rusia                         | 22,22% (14)     | 77,78% (49)     |
| Suecia                        | 51,55% (50)     | 48,45% (47)     |
| Estados Unidos                | 17,6% (846)     | 82,4% (3.962)   |
| Uruguay                       | 34,57% (28)     | 65,43% (53)     |
| Venezuela                     | 64% (176)       | 36% (99)        |
| Fuente: Altas electoral - OEP |                 |                 |

## Reacciones
Tras la difusión de los resultados, a última hora del 23 de febrero, no hubo reacciones de Evo Morales o de otras autoridades del poder ejecutivo.
Unos días después de la derrota de parte del gobierno del MAS, el expresidente Evo Morales expresó que «respetamos los resultados, es parte de la democracia.», aunque culpó que dicha derrota se debió a «tanta guerra sucia y conspiración interna y externa», para posteriormente no respetar  los resultados del referéndum.
El expresidente y en ese entonces vocero de la causa marítima de Bolivia, Carlos Mesa, expresó a través de Twitter que «el triunfo del No retrata la conciencia de un país que sabe que el respeto a la Constitución limita el poder absoluto de los gobernantes». En el mismo sentido, el excandidato a presidente Samuel Doria Medina sostuvo por el mismo medio que en «Definitivo, ganó Bolivia; ellos convocaron al referendo, el pueblo les dijo No».
A pesar de la derrota, se presentaron recursos por los cuales se declararon cinco artículos de la ley electoral boliviana como inconstitucionales, permitiendo así una reelección indefinida.